# 폐기물 관리

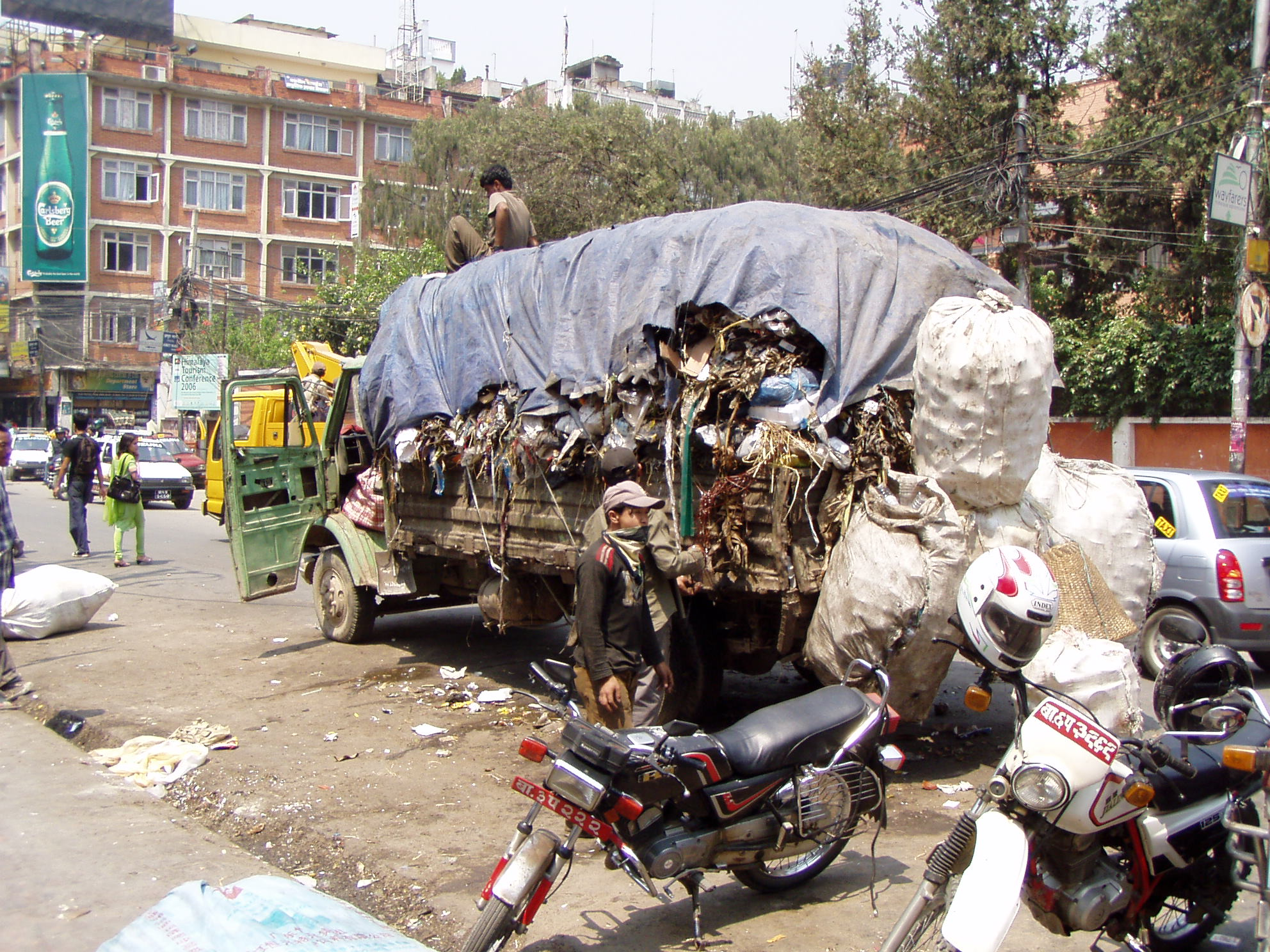
네팔에서의 폐기물 관리

폐기물 관리(廢棄物管理, 쓰레기 관리)는 쓰레기의 수집, 이송, 처리, 제거, 관리, 감시를 하는 일이다. 이 용어는 일반적으로 인간 활동으로 생산된 물질과 관련이 되며, 이러한 공정은 보건, 환경, 미학적으로 미칠 수 있는 부정적 영향을 줄이는데 그 목적이 있다. 폐기물 관리는 천연 자원의 소비 속도를 늦추는 데 집중하는 자원 재생 이용(자원 회수, resource recovery)과는 구별한다.
폐기물 관리는 고체, 액체, 기체, 방사성 물질에 속하는 모든 물질을 처리하며 각기 다른 방식을 통해 위험한 환경적 영향을 줄이는 노력을 한다.
폐기물 관리는 개발도상국, 선진국, 도시, 시골, 주택지, 산업지에 따라 실행 방식이 다르다. 도시 지역 내의 주택, 시설에서 나온 비위험 물질은 일반적으로 지방 정부 기관에서 담당하며, 비위험 상업 및 산업 폐기물의 관리는 이러한 폐기물의 생산자가 책임을 진다.

## 같이 보기
- 쓰레기 수집
- 폐기물관리법
- 폐기물 처리